# جان بيار فيدال
جان بيار فيدال (بالفرنسية: Jean-Pierre Vidal)‏ هو متزحلق جبال الألب فرنسي، ولد في 24 فبراير 1977 في سان-جان-دي-موريين في فرنسا.

## وصلات خارجية
- الموقع الرسمي
- جان بيار فيدال على موقع الاتحاد الدولي للتزلج (التزلج على المنحدرات الثلجية) (الإنجليزية)
- جان بيار فيدال على موقع أوليمبيديا (الإنجليزية)